# Великомостівська міська територіальна громада
Великомостівська міська громада — територіальна громада в Україні, у Шептицькому районі Львівської області. Адміністративний центр — місто Великі Мости.
Площа громади — 321,1 км², населення — 16 084 мешканці (2020).
Утворена 6 квітня 2017 року шляхом об'єднання Великомост міської ради та Бутинської, Двірцівської, Реклинецької сільських рад Сокальського району.

## Населені пункти
До складу громади входять 1 місто (Великі Мости) і 16 сіл:
- Борове
- Боянець
- Бутини
- Верини
- Волиця
- Двірці
- Заріка
- Куличків
- Купичволя
- Лісове
- Піддовге
- Підріка
- Пристань
- Реклинець
- Стремінь
- Шишаки